# Barque sortant du port
Barque sortant du port (tj. Vyplutí člunu z přístavu) je francouzský krátký film z roku 1895. Režisérem je Louis Lumière (1864–1948). Film trvá necelou minutu. Byl natočen v roce 1895, a patří tak mezi nejstarší filmy bratří Lumièrů.

## Děj
Film zobrazuje tři muže na člunu, přičemž jen dva z nich veslují. Musí překonávat nemalé vlny na moři. Na nedalekém mostě je přitom sledují dvě ženy a dvě malé děti. Na úplný závěr do člunu udeří vlna, kterou muži z boku dokážou sotva zvládnout.